# Uverworld
UVERworld – japoński zespół muzyczny założony w 2002.
Słowo UVER jest połączeniem słów uber i over, co wraz ze słowem world miało oznaczać „Idąc poprzez ich świat”.

## Skład
- TAKUYA∞ – wokal, programowanie, pisanie tekstów
  - Prawdziwe imię: Takuya Shimizu (jap. 清水琢也 Shimizu Takuya)
  - Data i miejsce urodzenia: 21 grudnia 1979, Shiga

- Akira (jap. 彰) – gitara
  - Prawdziwe imię: Akira Saionji
  - Data i miejsce urodzenia: 8 marca 1984, Shiga

- Katsuya (jap. 克哉) – gitara
  - Prawdziwe imię: Katsuya Shiratori
  - Data i miejsce urodzenia: 22 lutego 1980, Shiga

- Nobuto (jap. 信人) – basista
  - Prawdziwe imię: Nobuto Kuwahara
  - Data i miejsce urodzenia: 14 lutego 1980

- Shintarou (jap. 真太) – perkusista
  - Prawdziwe imię: Tamaki Shintarou
  - Data i miejsce urodzenia: 5 listopada 1983

## Dyskografia

### Albumy studyjne
| Rok  | Dane dot. albumu                                                                     | Najwyższa pozycja | Sprzedaż        | Certyfikaty |
| Rok  | Dane dot. albumu                                                                     | JPN               | Sprzedaż        | Certyfikaty |
| ---- | ------------------------------------------------------------------------------------ | ----------------- | --------------- | ----------- |
| 2006 | Timeless - Wydany: 15 lutego 2006 - Wytwórnia: Gr8! Records - Format: CD, CD+DVD     | 5                 | - JPN: 100 000+ | RIAJ: Złoto |
| 2007 | Bugright - Wydany: 21 lutego 2007 - Wytwórnia: Gr8! Records - Format: CD, CD+DVD     | 2                 | - JPN: 100 000+ | RIAJ: Złoto |
| 2008 | Proglution - Wydany: 16 stycznia 2008 - Wytwórnia: Gr8! Records - Format: CD, CD+DVD | 3                 | - JPN: 100 000+ | RIAJ: Złoto |
| 2009 | AwakEVE - Wydany: 18 lutego 2009 - Wytwórnia: Gr8! Records - Format: CD, CD+DVD      | 2                 | - JPN: 100 000+ | RIAJ: Złoto |
| 2010 | Last - Wydany: 14 kwietnia 2010 - Wytwórnia: Gr8! Records - Format: CD, CD+DVD       | 2                 | - JPN: 100 000+ | RIAJ: Złoto |
| 2011 | Life 6 Sense - Wydany: 1 czerwca 2011 - Wytwórnia: Gr8! Records - Format: CD, CD+DVD | 2                 | - JPN: 100 000+ | RIAJ: Złoto |
| 2012 | The One - Wydany: 28 listopada 2012 - Wytwórnia: Gr8! Records - Format: CD, CD+DVD   | 4                 | - JPN: 100 000+ | RIAJ: Złoto |
| 2014 | Ø Choir - Wydany: 2 lipca 2014 - Wytwórnia: Gr8! Records - Format: CD, CD+DVD        | 2                 | - JPN: 100 000+ | RIAJ: Złoto |
| 2018 | Tycoon - Wydany: 2 sierpnia 2018 - Wytwórnia: Gr8! Records - Format: CD, CD+DVD      | 2                 | - JPN: 100 000+ | RIAJ: Złoto |

### Albumy kompilacyjne
| Rok  | Dane dot. albumu                                                                       | Najwyższa pozycja | Sprzedaż        | Certyfikaty   |
| Rok  | Dane dot. albumu                                                                       | JPN               | Sprzedaż        | Certyfikaty   |
| ---- | -------------------------------------------------------------------------------------- | ----------------- | --------------- | ------------- |
| 2009 | Neo Sound Best - Wydany: 9 grudnia 2009 - Wytwórnia: Gr8! Records - Format: CD, CD+DVD | 3                 | - JPN: 250 000+ | RIAJ: Platyna |
| 2018 | All Time Best - Wydany: 18 lipca 2018 - Wytwórnia: Gr8! Records - Format: CD, CD+DVD   | 2                 | - JPN: 100 000+ | RIAJ: Złoto   |

### Single
| Rok  | Tytuł                                                                                           | Najwyższa pozycja | Sprzedaż        | Certyfikaty | Uwagi | Album        |
| Rok  | Tytuł                                                                                           | JPN               | Sprzedaż        | Certyfikaty | Uwagi | Album        |
| ---- | ----------------------------------------------------------------------------------------------- | ----------------- | --------------- | ----------- | --- | ------------ |
| 2005 | „D-TecnoLife”                                                                                   | 4                 | - JPN: 100 000+ | RIAJ: Złoto | Wykorzystany jako opening anime Bleach | Timeless     |
| 2005 | „Chance!”                                                                                       | 5                 |                 |             | Wykorzystany jako opening gry Bleach: Heat the Soul.                                                                                                 | Timeless     |
| 2006 | „Just Melody”                                                                                   | 17                |                 |             | | Timeless     |
| 2006 | „Colors of the Heart”                                                                           | 3                 | - JPN: 100 000+ | RIAJ: Złoto | Wykorzystany jako opening anime Blood+. | Bugright     |
| 2006 | „Shamrock”                                                                                      | 6                 | - JPN: 100 000+ | RIAJ: Złoto | Wykorzystany jako ending serialu Dance Drill. | Bugright     |
| 2006 | „Kimi no suki na uta” (jap. 君の好きなうた)                                                     | 2                 | - JPN: 100 000+ | RIAJ: Złoto | Motyw przewodni serialu Koi suru hanikami! | Bugright     |
| 2007 | „Endscape”                                                                                      | 4                 | - JPN: 100 000+ | RIAJ: Złoto | Wykorzystany jako opening anime Tera e... | Proglution   |
| 2007 | „Shaka Beach〜Laka Laka La〜” (jap. シャカビーチ〜Laka Laka La〜)                               | 2                 |                 |             | | Proglution   |
| 2007 | „Ukiyo Crossing” (jap. 浮世CROSSING)                                                            | 3                 | - JPN: 100 000+ | RIAJ: Złoto | | Proglution   |
| 2008 | „Gekidō/Just Break the Limit!” (jap. 激動 / Just break the limit!)                              | 3                 | - JPN: 100 000+ | RIAJ: Złoto | Utwór „Gekidō” wykorzystany jako opening anime D.Gray-man.                                                                                           | AwakEVE      |
| 2008 | „Koishikute” (jap. 恋いしくて)                                                                  | 3                 |                 |             | | AwakEVE      |
| 2008 | „Hakanaku mo towa no kanashi” (jap. 儚くも永久のカナシ)                                         | 1                 | - JPN: 100 000+ | RIAJ: Złoto | Wykorzystany jako opening drugiego sezonu anime Kidō Senshi Gundam 00                                                                                | AwakEVE      |
| 2009 | „Go-On”                                                                                         | 2                 |                 |             | | Last         |
| 2009 | „Kanashimi wa kitto” (jap. 哀しみはきっと)                                                      | 2                 |                 |             | Wykorzystany jako motyw przewodni serialu Shōkōjo Seira                                                                                              | Last         |
| 2010 | „Gold”                                                                                          | 2                 |                 |             | | Last         |
| 2010 | „Qualia” (jap. クオリア)                                                                        | 2                 | - JPN: 100 000+ | RIAJ: Złoto | Wykorzystany jako motyw przewodni filmu Kidō Senshi Gundam 00: A Wakening of the Trailblazer.                                                        | Life 6 Sense |
| 2010 | „No.1”                                                                                          | 4                 |                 |             | | Life 6 Sense |
| 2011 | „Mondo Piece”                                                                                   | 4                 |                 |             | | Life 6 Sense |
| 2011 | „Core Pride”                                                                                    | 5                 | - JPN: 100 000+ | RIAJ: Złoto | Wykorzystany jako opening anime Ao no Exorcist | Life 6 Sense |
| 2011 | „Baby Born & Go / Kinjito”                                                                      | 2                 |                 |             | | The One      |
| 2012 | „7th Trigger”                                                                                   | 2                 |                 |             | | The One      |
| 2012 | „The Over”                                                                                      | 2                 |                 |             | | The One      |
| 2012 | „Reversi”                                                                                       | 2                 |                 |             | Wykorzystany jako opening filmu Ao no Exorcist: Film                                                                                                 | The One      |
| 2013 | „Fight for Liberty / Wizard Club”                                                               | 3                 | - JPN: 100 000+ | RIAJ: Złoto | Utwór „Fight for Liberty” wykorzystany jako opening anime Uchū Senkan Yamato 2199. Utwór „Wizard Club” wykorzystany jako ending Kaikin! Bakuro Night | Ø Choir      |
| 2013 | „Nano-Second” (jap. ナノ・セカンド)                                                             | 2                 |                 |             | | Ø Choir      |
| 2014 | „Nanokame no ketsui” (jap. 7日目の決意)                                                         | 2                 |                 |             | | Ø Choir      |
| 2015 | „Boku no kotoba de wa nai Kore wa bokutachi no kotoba” (jap. 僕の言葉ではない これは僕達の言葉) | 3                 |                 |             | Wykorzystany jako opening anime Arslan senki. | Tycoon       |
| 2015 | „I Love the World”                                                                              | 2                 |                 |             | Motyw przewodni japońskiej wersji językowej gry Dragon Nest R                                                                                        | Tycoon       |
| 2016 | „We are Go / All Alone”                                                                         | 4                 |                 |             | Utwór „We are Go” wykorzystany jako opening anime Puzzle & Dragons X                                                                                 | Tycoon       |
| 2017 | „Itteki no eikyō” (jap. 一滴の影響)                                                             | 2                 |                 |             | Wykorzystany jako opening anime Ao no Exorcist: Kyoto-hen                                                                                            | Tycoon       |
| 2017 | „Decided”                                                                                       | 2                 |                 |             | Wykorzystany jako opening filmu live-action Gintama                                                                                                  | Tycoon       |
| 2018 | „Odd Future”                                                                                    | 3                 |                 |             | Wykorzystany jako opening trzeciego sezonu anime My Hero Academia – Akademia bohaterów                                                               | –            |
| 2018 | „Good and Evil/Eden e” (jap. Good and Evil/Edenへ)                                              | 2                 |                 |             | Utwór „Good and Evil” wykorzystany w japońskiej wersji językowej filmu Venom                                                                         | –            |
| 2019 | „Touch Off”                                                                                     | 3                 | - JPN: 32 295+  |             | Wykorzystany jako opening anime The Promised Neverland                                                                                               | –            |